# Heinrich Ott (Politiker)
Heinrich Ott (* 23. Juni 1893 in Graz, Steiermark; † 7. November 1975 in Wien) war ein österreichischer Politiker (CSP, später ÖVP).

## Leben
Nach dem Besuch der Volksschule absolvierte Heinrich Ott die Gymnasien in Graz und Innsbruck. Ohne jedoch zu maturieren besuchte er einschlägige Fachkurse und erlernte auf diese Weise den Beruf des Elektrotechnikers.
Zunächst arbeitete Ott als kaufmännischer Angestellter bei den Siemens-Schuckertwerken in Wien. 1919 wurde er geschäftsführender Gesellschafter eines Elektroinstallationsunternehmens in Wiener Neustadt. Im Jahr 1929 übernahm er diesen Betrieb.
Sein erstes politisches Mandat bekleidete Ott ab 1934, als er als christlichsoziales Mitglied in den Gemeinderat von Wiener Neustadt einzog. Er blieb in dieser Funktion bis zum Anschluss Österreichs im Jahr 1938 tätig.
Im Dezember 1945 folgte Otts Vereidigung als Abgeordneter der ÖVP zum Nationalrat. Nach nur einer Gesetzgebungsperiode wechselte er im November 1949 in den Bundesrat. Der zweiten Österreichischen Parlamentskammer gehörte Ott drei Jahre, bis November 1952, an.